# Itsuha hi no ataru basho de
Itsuha hi no ataru basho de (いつか陽のあたる場所で? , noto anche con il titolo internazionale Someday at a Place in the Sun) è una serie televisiva giapponese del 2013, trasmessa su NHK e tratta dal romanzo omonimo.

## Trama
Hanako e Ayaka, entrambe carcerate, stringono amicizia e al momento del loro rilascio decidono di trasferirsi in un piccolo quartiere periferico di Tokyo per ricominciare da zero, vivendo come coinquiline e cercando di non far sapere a nessuno il segreto che le lega.